# Rolf Winter (Fußballspieler)
Rolf Winter (* 26. Januar 1939) ist ein ehemaliger deutscher Fußballspieler. Als Aktiver von SC Victoria Hamburg wurde er in den Jahren 1962 und 1963 dreimal in die deutsche Fußballnationalmannschaft der Amateure berufen.

## Laufbahn

### Verein
Rolf Winter gehörte bereits in der Saison 1958/59 der Ligamannschaft von SC Victoria Hamburg an, die im Hamburger Amateuroberhaus lediglich den 12. Rang belegen konnte. Seine persönliche Leistung führten ihn aber in die Verbandsauswahl von Hamburg, die sich mit einem 4:1-Erfolg im Finale gegen Hessen im Wettbewerb des Länderpokals 1959 durchsetzen konnte. Mitspieler des Talentes der Victoria waren spätere Bundesligaakteure wie Gert Dörfel, Jürgen Kurbjuhn und Uwe Witt. In der Saison 1959/60 gehörte Winter der blau-gelben Erfolgsmannschaft des Teams vom Stadion Hoheluft an, welche die Meisterschaft in der Verbandsliga Hamburg erringen konnte. In der Aufstiegsrunde zur Fußball-Oberliga Nord verwiesen sie zwar den SV Friedrichsort und Polizei SV Bremen auf die Plätze, belegten aber punktgleich (je 8:4 Punkte) mit dem VfB Oldenburg den ersten Rang. Das Entscheidungsspiel verlor Winter mit den „Zitronengelben“ in Hannover mit 1:2 Toren gegen Oldenburg und verblieb damit mit seinem Verein im Amateurbereich. Die zweite Hamburger Amateurmeisterschaft gewann er mit der Victoria in der Saison 1961/62. Wiederum aber glückte in der Aufstiegsrunde nicht der Einzug in die Oberliga Nord. Winter und Kollegen scheiterten am VfB Lübeck und dem SC Leu Braunschweig. Zuvor hatte Winter sich aber mit der Hamburger Verbandsauswahl als Spielführer im Halbfinale des Länderpokals 1961 gegen Westfalen in das Finale gespielt. Das Endspiel entschieden Winter und seine Mannschaftskollegen Harry Bähre, Horst Schröder, Hans-Jürgen Brauer, Thordes Krakow (Torhüter), Jürgen Neudorf, Oskar Lewandowski, Rolf Usko, Werner Sonnemann, Waldemar Schmidt und Winfried Warszta mit Verbandstrainer Martin Wilke am 29. April 1961 mit 2:1 Toren gegen Schleswig-Holstein für sich.
Im letzten Jahr des alten erstklassigen regionalen Oberligasystems, 1962/63, kam der Hamburger Titelverteidiger hinter Barmbek-Uhlenhorst zur Vizemeisterschaft. In die Aufstiegsrunde zur neuen zweitklassigen Fußball-Regionalliga Nord startete Winter mit Victoria unter Trainer Herbert Morgenstern am 12. Mai 1963 mit einem 3:1-Auswärtserfolg gegen den VfL Wolfsburg, wobei der linke Außenläufer zwei Tore erzielte. Die Aufstiegsrunde beendete Winter mit „Vicky“ am 23. Juni mit einem 8:3-Heimerfolg gegen den Heider SV. Punktgleich mit je 10:6 Punkten führten Victoria und Altona 93 die Tabelle an und stiegen mit Wolfsburg (8:8 Punkte) in die Regionalliga zur Saison 1963/64 auf. Mit Mannschaftskameraden wie Torhüter Thordes Krakow, Paul Bautz, Klaus Beyer und Helmut Warmbold gelang dieser Erfolg.
Am 1. September 1963, bei einer 0:1-Auswärtsniederlage gegen Holstein Kiel debütierte Winter am vierten Spieltag mit Victoria Hamburg in der Regionalliga. Am 34. Spieltag, den 3. Mai 1964, beendete er die Saison nach 19 Ligaeinsätzen mit zwei Treffern mit einem 3:2-Heimerfolg gegen ASV Bergedorf 85; die Hohelufter belegten den 11. Platz. Mit dem Spiel am 30. Januar 1965 unter Trainer Rolf Rohrberg bei Altona 93 (0:5) beendete Rolf Winter nach insgesamt 31 Regionalligaspielen mit zwei Toren seine Laufbahn bei Victoria Hamburg. Er verlegte seinen Lebensmittelpunkt in die Vereinigten Staaten und wanderte nach Nordamerika aus. Dort spielte er, an der Seite von Horst Rick, bei den Hota Bavarians.

### Amateurnationalmannschaft
In der Rückrunde der Saison 1961/62 debütierte der Amateurfußballer des SC Victoria Hamburg in der deutschen Fußballnationalmannschaft der Amateure. Beim Länderspiel am 7. April 1962 in Hannover gegen Italien wurde er vom damals zuständigen DFB-Trainer Helmut Schön als Mittelläufer im praktizierten WM-System beim 2:1-Erfolg der DFB-Amateure zum Einsatz gebracht. Als Außenläufer fungierten an seiner Seite Werner Lungwitz und Horst Kunzmann. Spielführer Heinz Höher erzielte einen Treffer. Am 13. April 1963 kam er zum zweiten Mal bei den DFB-Amateuren zum Einsatz. Das Länderspiel verlor die deutsche Amateurauswahl in Alassio gegen Italien mit 1:2 Toren. Winter fungierte vor Torhüter Manfred Martinschledde als Abwehrchef auf der Mittelläuferposition. Vor den offiziellen Qualifikationsspielen für die Olympischen Sommerspiele 1964 in Tokio führten der DFB und der DFV zwei Ausscheidungsspiele durch. Winter gehörte dem Spielerkreis der DFB-Amateure für die Spiele am 15. September 1963 in Karl-Marx-Stadt (0:3) und am 22. September in Hannover (2:1) an, kam aber nicht zum Einsatz.
Trotz der verpassten Teilnahme zur Olympiaqualifikation belohnte der DFB die Amateure mit einer Japanreise im Oktober 1963. Innerhalb von fünf Tagen wurden am 12., 14. und 16. Oktober drei Länderspiele in Tokio gegen Japan B (2:1-Sieg), Südvietnam (2:1-Sieg) und Japan A (1:1-Unentschieden) im Rahmen eines „Vorolympischen Turniers“ ausgetragen, aus der die deutschen Amateure als Turniersieger hervorgingen. Winter absolvierte dabei im Spiel gegen Japan B sein drittes Länderspiel in der Amateurnationalelf. Er bildete zusammen mit Walter Birkhold und Horst Kunzmann beim 2:1-Erfolg die Läuferreihe.